# Mîhailivka, Snihurivka
Mîhailivka (în ucraineană Михайлівка) este un sat în comuna Oleksandrivka din raionul Snihurivka, regiunea Mîkolaiiv, Ucraina.

## Demografie
Componența lingvistică a localității Mîhailivka
     Ucraineană (96,09%)
     Rusă (3,91%)
Conform recensământului din 2001, majoritatea populației localității Mîhailivka era vorbitoare de ucraineană (96,09%), existând în minoritate și vorbitori de rusă (3,91%).